# Roncus virovensis
Roncus virovensis är en spindeldjursart som beskrevs av Bozidar P.M. Curcic och Dimitrijevic 2002. Roncus virovensis ingår i släktet Roncus och familjen helplåtklokrypare. Inga underarter finns listade i Catalogue of Life.